# 동신건설
동신건설은 토목사업(도로, 상하수도, 댐, 항만, 하수처리시설 등) 및 건축사업(관공서 및 주택 건축), 문화재공사 등을 하는 건설 회사이다. 최대주주는 김근한 외 74.59%로, 대주주 지분이 매우 높은 편이다.
이 회사가 주로 영위하는 공공 공사는 전세계적인 경기 침체 및 최저가 낙찰제 확대 등 수주환경의 변화를 비롯, 원자재 비용 상승 및 고유가 등으로 매우 힘든 시기를 맞고 있다.
매출구성은 토목 78%, 건축 17% 가량으로 이루어진다.

## 대선테마주
- 이재명 대표의 고향인 경북 안동에 본사가 있다는 이유로 이재명 테마주로 여겨지고 있다[1]

## 같이 보기
- 테마주
- 정치테마주
- 대한민국 제17대 대통령 선거
- 한반도 대운하
- 4대강 정비 사업